# 刘法民
刘法民（1943年—1998年9月27日），男性，中共党员，河南省扶沟县人。中华人民共和国政治人物。

## 生平
1968年8月参加工作，1982年6月加入中国共产党。历任许昌市第七中学副校长，漯河市副市长，许昌地区教育局局长，漯河市教委主任，漯河市政府副秘书长。1988年1月任漯河市人民政府副市长。1994年5月任中共漯河市委副书记。1998年4月任漯河市政府副市长、代理市长、市长。1998年9月27日，因病死于庸医胡万林之手。